# București Titan Sud
București Titan Sud (rum: Gare București Titan Sud) – stacja kolejowa w Bukareszcie, w Rumunii. Położona w strefie przemysłowej Republica, na bulwarze Basarabia, w pobliżu stacji metra Republica. Jedynym operatorem, który korzysta ze stacji jest Transferoviar Călători, z 12 pociągami Regio, kursującymi codziennie do Oltenița. W czasach komunizmu stacja nosiła nazwę 23 Sierpnia.
Stacja ma 2 perony krawędziowe, poczekalnię i kasę biletową. Dojazd z miasta zapewniony jest za pomocą metra, tramwajów lub autobusów.

## Linie kolejowe
- Bukareszt – Oltenița